# Escadaria da Rua João Manoel
A Escadaria da Rua General João Manoel é uma antiga passagem para o centro histórico de Porto Alegre e um dos bens tombados pela prefeitura do município.

## História
A ladeira do Morro da Formiga, hoje tomado de construções, representava um obstáculo para a prefeitura urbanizar o quarteirão entre a Rua Coronel Fernando Machado e a Rua Duque de Caxias desde o final do século XIX. Em 1928 iniciou-se a construção do belvedere e de sua escadaria, em alvenaria de tijolos e pedras, na Rua Coronel Fernando Machado. O projeto foi assinado pelo arquiteto Cristiano de La Paix Gilbert e executado pela construtora de Theodor Wiederspahn. Cerca de um terço do custo da obra foi pago pela família Chaves Barcelos, proprietária dos imóveis do quarteirão, e o restante pelos cofres públicos.
Estruturalmente, a escadaria permanece do mesmo modo em que foi terminada, desenvolvendo-se em degraus e em patamares de forma simétrica. Vista da Rua Duque de Caxias, ela se desenvolve em três lances centralizados e ladeados por muretas, pilaretes e canteiros. A partir do terceiro lance, os degraus se dividem, com peitoril feito em ferro trabalhado, e se encontram novamente para outro lance que leva ao belvedere, cuja mureta possui balcão de apoio.
Como muitos monumentos e prédios históricos da cidade, a Escadaria da Rua João Manoel sofre com atos de vandalismo e com o descaso do poder público.